# Eumiturga
Eumiturga is een geslacht van vlinders van de familie sikkelmotten (Oecophoridae), uit de onderfamilie Stenomatinae.

## Soorten
- E. commutata Meyrick, 1926
- E. flocculosa Meyrick, 1925
- E. promotella Zeller, 1877